# Toninho Cecílio
Toninho Cecílio (født 27. maj 1967) er en tidligere brasiliansk fodboldspiller.